# Alias (comando)

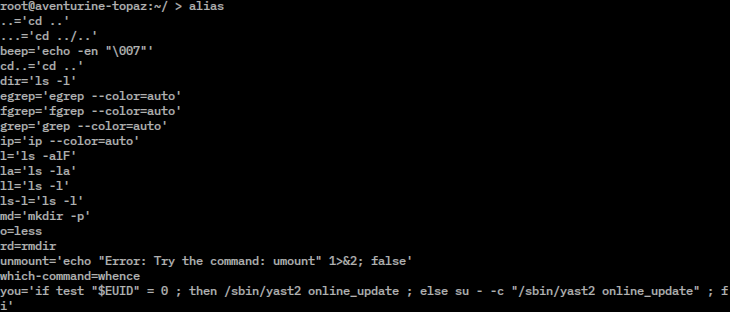
Captura de tela de um comando alias

Em computação, alias (em português: "pseudônimo", "apelido" ) é um comando em vários interpretadores de linha de comando (shells) como shells do Unix, 4DOS/4NT e Windows PowerShell, que possibilita a substituição de uma palavra por outra cadeia de caracteres. É usado principalmente para abreviação de um comando do sistema ou para adição de argumentos padrões para um comando usado regularmente. A funcionalidade de aliases no MS-DOS e sistemas operacionais Microsoft Windows é fornecida pelo utilitário de linha de comando DOSKey.
Um alias permanecerá durante a vida de uma sessão do shell. Aliases usados regularmente podem ser definidos a partir do arquivo de configuração do shell (~/.cshrc ou para uso global do sistema em /etc/csh.cshrc para o csh, ou ~/.bashrc ou para uso global do sistema em /etc/bashrc ou /etc/bash.bashrc para bash), para que sejam disponibilizados no início da sessão de shell correspondente. Os comandos alias podem ser escritos no arquivo de configuração diretamente ou fornecidos a partir de um arquivo separado, normalmente chamado .alias (ou .alias-bash, .alias-csh etc., se vários shells possam ser usados). 

## Criação de aliases

### Unix
A palavra que aparece primeiro no comando é, naturalmente, verificada para um alias. Com raras exceções, se o último caractere da string de um alias estiver em branco, o Bash irá ver a próxima se a palavra seguinte é também um alias.